# Газанкулу
Газанкулу — бывший бантустан в ЮАР времён апартеида, организован по моноэтническому принципу для народа тсонга. Был выделен из провинции Трансвааль и получил автономию в 1971 году. Столицей бантустана был город Гияни, население составляло 955 тысяч человек. После падения апартеида в 1994 году бантустан вновь вошёл в состав ЮАР, и в настоящее время его территория является частью провинции Лимпопо.